# Processador de banda base

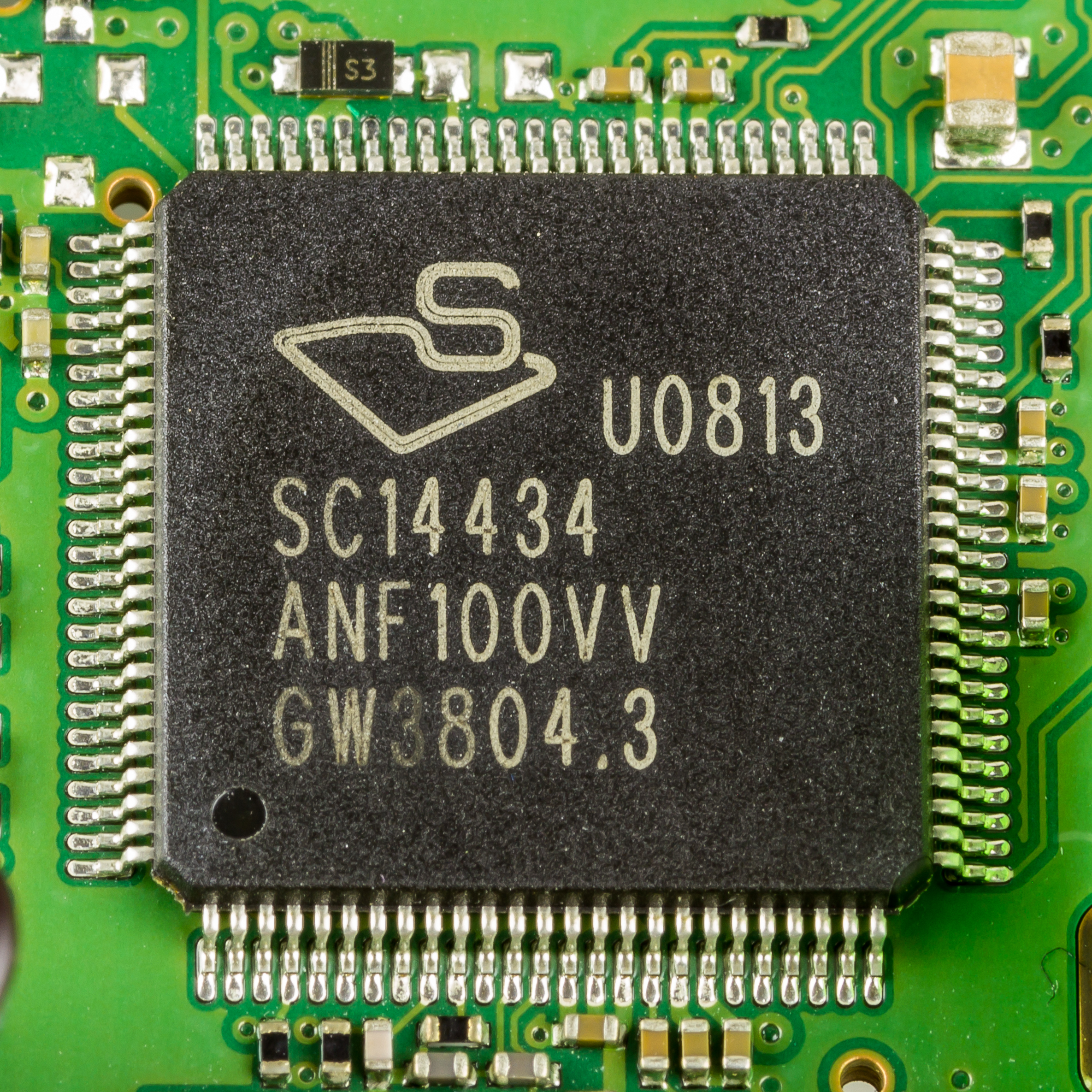
Processador de banda base SiTel SC14434

Un processador de banda base (també conegut com a processador de ràdio de banda base, BP o BBP ) és un dispositiu (un xip o part d'un xip) en un controlador d'interfície de xarxa que gestiona totes les funcions de ràdio (totes les funcions que requereixen una antena); tanmateix, aquest terme generalment no s'utilitza en referència a ràdios Wi-Fi i Bluetooth. Un processador de banda base normalment utilitza la seva pròpia RAM i firmware. Els processadors de banda base es fabriquen normalment amb tecnologia CMOS (semiconductor metàl·lic complementari d'òxid de metall) o CMOS RF i s'utilitzen àmpliament en comunicacions de radiofreqüència (RF) i sense fil.

Imatge del senyal de banda base comparant-lo amb l'equivalent de RF. Hi hauria d'haver un impuls a la freqüència portadora del diagrama proporcionat. Sense l'impuls,hi ha Modulació de Portadora Suprimida de Doble Banda Lateral (DSB-SC).

Funcions clau d'un processador de banda base:
- Processament de senyals

Converteix les dades digitals en senyals analògics per a la transmissió (modulació) i viceversa (desmodulació). Gestiona la codificació/descodificació, la correcció d'errors i el xifratge.
- Control de ràdio

Gestiona la comunicació amb xarxes cel·lulars (2G, 3G, 4G LTE, 5G). Controla els nivells de potència, afinació de freqüència i la sincronització del senyal.
- Execució de la pila de protocols

Implementa estàndards de comunicació cel·lular (GSM, CDMA, WCDMA, LTE, 5G NR). Gestiona l'autenticació de xarxa, els traspassos entre torres i la comunicació amb la targeta SIM.
- Interacció de maquinari de baix nivell

Interfícies amb transceptors i antenes de RF (ràdiofreqüència). Sovint inclou un DSP (processador de senyal digital) dedicat per al processament en temps real.

## Visió general
Els processadors de banda base solen executar un sistema operatiu en temps real (RTOS) com a firmware, com ara OSE d'ENEA, Nucleus RTOS (iPhone 3G/3GS/iPad), ThreadX (iPhone 4) i VRTX. Hi ha més d'uns quants fabricants importants de processadors de banda base, com ara Broadcom, Icera, Intel Mobile Communications (antiga divisió sense fils d'Infineon), MediaTek, Qualcomm, Spreadtrum i ST-Ericsson.
La raó per separar el processador de banda base del processador principal (conegut com a processador d'aplicació o AP) és triple:
Actuació radiofònica
Les funcions de radiocontrol (modulació del senyal, codificació, canvi de freqüència de ràdio, etc.) depenen en gran manera del temps i requereixen un sistema operatiu en temps real.
Fiabilitat de la ràdio
Separar el BP en un component diferent garanteix un funcionament correcte de la ràdio alhora que permet canvis d'aplicació i de sistema operatiu.
Legal
Algunes autoritats (per exemple, la Comissió Federal de Comunicacions dels EUA (FCC)) exigeixen que tota la pila de programari que s'executa en un dispositiu que es comunica amb la xarxa de telefonia mòbil estigui certificada. Separar el BP en un component diferent permet reutilitzar una pila sense haver de recertificar tot l'AP.

## Preocupacions de seguretat
Com que el programari que s'executa en processadors de banda base sol ser propietari, és impossible realitzar una auditoria de codi independent. Mitjançant l'enginyeria inversa d'alguns dels xips de banda base, els investigadors han trobat vulnerabilitats de seguretat que es podrien utilitzar per accedir i modificar dades del telèfon de forma remota. El març de 2014, els fabricants del derivat gratuït d'Android, Replicant, van anunciar que havien trobat una porta del darrere al programari de banda base dels telèfons Samsung Galaxy que permet l'accés remot a les dades de l'usuari emmagatzemades al telèfon.